# إسلاموية شيعية
الإسلاموية (المعروفة أيضًا باسم الإسلام السياسي) في الإسلام الشيعي الاثني عشري (حيث يطلق عليها أحيانًا اسم الشيعية الإسلامية)، على الرغم من أن معظم الدراسات والتقارير عن الإسلاموية ركزت على الحركات الإسلامية السنية. ترتبط الشيعية الإسلامية في المقام الأول وليس على وجه الحصر بالثورة الإسلامية الأولى و«الحقيقية الوحيدة» (الشيعية أو السنية)، مع فكر آية الله روح الله الخميني الذي قاد الثورة (الخمينية)، ومع جمهورية إيران الإسلامية التي أسسها، ومع الأنشطة والموارد الدينية والسياسية لتلك الجمهورية.
على الرغم من أنهم أقلية من المجتمع الإسلامي العالمي، يشكل المسلمون الشيعة الاثنا عشرية غالبية السكان في بلدان إيران، والعراق، والبحرين، وأذربيجان، وأقليات كبيرة في أفغانستان، والهند، والكويت، ولبنان، وباكستان، وقطر، وسوريا، والمملكة العربية السعودية، والإمارات العربية المتحدة. في هذا المجتمع العالمي الشيعي، تعتبر إيران «الزعيم الفعلي»، بحكم كونها أكبر دولة ذات أغلبية شيعية والوحيدة التي تتمتع بتاريخ طويل من التماسك الوطني والحكم الشيعي (منذ عام 1501). باعتبارها موقع الثورة الإسلامية الوحيدة، وبموارد مالية من مصدر رئيسي وهو النفط، فقد انتشرت في منطقة جغرافية ثقافية «للشيعة الإيرانية العربية»، ودعمت الميليشيات والأحزاب الشيعية خارج حدودها، وربطت بين مساعدة زملائها الشيعة و«إيرنة» هؤلاء الشيعة، وتأسيس قوة إقليمية إيرانية، وعلى الأخص في لبنان مع حزب الله.
عُرفت الإسلاموية على أنها حركة إحياء دينية تهدف إلى العودة إلى النصوص الأصلية وإلهام المؤمنين الأصليين بالإسلام، ولكنها تتطلب أن يكون الإسلام «نظامًا سياسيًا». تأثرت الحركة الإسلامية الشيعية في إيران بالإسلاميين في الفرع السني، ولا سيما السيد رشيد رضا، وحسن البنا (مؤسس تنظيم الإخوان المسلمين)، وسيد قطب، وأبو الأعلى المودودي. وُصفت الشيعية الإسلامية بأنها «متميزة» عن الإسلاموية السنية، و«يسارية وأكثر دينية» من جماعة الإخوان المسلمين السنة، ولقد أدخلت «تقديس الاستشهاد» في التفجيرات/الهجمات الانتحارية أولًا ضد عراق صدام، وبصورة أكثر نجاحًا ضد القوات الإسرائيلية في لبنان من قبل حزب الله الشيعي.
يختلف الإسلام الشيعي التقليدي قبل الإسلام عن ذلك الذي طوره الخميني في عدد من القضايا، مثلّا في المعتقد التقليدي يعتبر قبول الحكومة الحالية أفضل من الفوضى، لأن «سوء النظام أفضل من عدم وجود نظام على الإطلاق»، أما في معتقد الخميني تعتبر معارضة أي نوع من الحكم غير حكم الحاكم الفقيه الإسلامي واجبًا مقدسًا. في المعتقد التقليدي الاستشهاد «عمل مقدس» لقبول إرادة الله، وفي معتقد الخميني «تضحية ثورية للإطاحة بنظام سياسي استبدادي».

## الإسلاموية -تعريفات، اختلافات
بعض التعريفات والأوصاف للإسلاموية تشمل:
- مزيج من اتجاهين موجودين مسبقًا.
  - الصحوة الدينية، التي تظهر دوريًا في الإسلام لإحياء العقيدة، يضعفها بشكل دوري أيضًا «النفوذ الأجنبي، والانتهازية السياسية، والتراخي الأخلاقي، ونسيان النصوص المقدسة» (يقال إنه في كل قرن ستظهر شخصية عظيمة، تُعرف باسم المجدد لتجديد الإيمان).[12][13]
  - الحركة الأحدث ضد الإمبريالية/الاستعمار في العالم الثالث التي اعتنقها اليساريون والقوميون (العالم الثالث)، والتي تحولت في العالم الإسلامي إلى معاداة غربية أكثر بساطة تركز على الإسلام بدلًا من الاشتراكية، (كانت هذه الحركة أقوى بكثير في إيران منها في الدول السنية).[12]
- «الاعتقاد بأن الإسلام يجب أن يوجه الحياة الاجتماعية والسياسية وكذلك الشخصية».[14]
- شكل إسلامي من «السياسة الدينية» أو الأصولية الدينية.[15]
- «إن الأيديولوجية التي توجه المجتمع ككل والتي يُستنبط منها القانون يجب أن تكون متوافقة مع الشريعة الإسلامية».[16]

قد تدعو الأيديولوجيات التي يطلق عليها الإسلاميون إلى استراتيجية «ثورية» لأسلمة المجتمع من خلال ممارسة سلطة الدولة، أو بالتناوب استراتيجية «إصلاحية» لإعادة أسلمة المجتمع من خلال النشاط الاجتماعي والسياسي الشعبي. قد يؤكد الإسلاميون على تطبيق الشريعة الإسلامية، والوحدة السياسية لعموم الإسلام، وإنشاء الدول الإسلامية، و/أو الإزالة الصريحة للتأثيرات غير الإسلامية -لا سيما ذات الطابع الاقتصادي أو العسكري أو السياسي أو الاجتماعي أو الثقافي الغربي أو العالمي- في العالم الإسلامي. في القرن الحادي والعشرين، وصفها بعض المحللين مثل غراهام إي. فاولر بأنها شكل من أشكال سياسات الهوية، بما في ذلك «دعم الهوية (الإسلامية)، والأصالة، والإقليمية الأوسع، والإحياء، وتنشيط المجتمع».

### الإسلاموية والخميني
لقد كان شكل إسلاموية الخميني فريدًا من نوعه في العالم، ليس فقط لكونه حركة سياسية قوية، وليس فقط لأنه وصل إلى السلطة، ولكن لأنه أطاح تمامًا بالنظام القديم، وأنشأ نظامًا جديدًا بدستور جديد ومؤسسات جديدة ومفهوم جديد للحكم (ولاية الفقيه). لقد غيّر هذا الحدث التاريخي الإسلام المتشدد من موضوع ذي تأثير واهتمام محدود، إلى موضوع يعرفه القاصي والداني داخل العالم الإسلامي أو خارجه. إن وصف النظام الإسلامي الخميني أو الثورة الإسلامية أو الجمهورية الإسلامية ومدى اختلافه عن المذهب الشيعي التقليدي غير الإسلامي، أمر معقد بسبب حقيقة أنه تطور عبر عدة مراحل، خاصة قبل وبعد الاستيلاء على السلطة.

### الشيعية التقليدية والإسلامية
يرى المؤرخ إرفاند أبراهاميان أن الخميني وحركته الإسلامية لم يخلقوا شكلًا جديدًا من المذهب الشيعي فحسب، بل حولوا المذهب الشيعي التقليدي «من عقيدة هادئة محافظة» إلى «أيديولوجية سياسية متشددة تتحدى كلًا من القوى الإمبريالية والطبقة العليا في البلاد». اتبع الخميني نفسه المواقف الإسلامية الشيعية التقليدية في كتاباته خلال الأربعينيات والخمسينيات والستينيات من القرن العشرين، ولم يتغير إلا في أواخر ستينيات القرن العشرين.
بعض المبادئ الرئيسية لعقيدة المسلمين الشيعة الإثني عشرية هي:
- المأساة الحزينة لاستشهاد الإمام الحسين، وكيف رفض الخضوع لدنيوية وقوة الطاغية معاوية الأول الذي تفوق عدديًا على الحسين وقتله أتباع معاوية الأشرار في كربلاء، وكيف أن فضيلته ومعاناته في الاستشهاد تلهم وتوحد المجتمع الشيعي (الأمة).[21][22]
- عودة المهدي (الإمام الثاني عشر حجة الله المهدي)، آخر الأئمة الذين لم يموتوا قط ولكنهم عاشوا لأكثر من 1000 عام في مكان ما على الأرض في «الغيبة»، وتخبرنا النبوءات أنه سيعود قبل يوم القيامة بفترة ما لقهر الطغيان وليحكم الأرض بالعدل والسلام.
- طقوس الطهارة وهذا يحرم الاتصال الجسدي بالأشياء النجسة مثل الكلاب والخنازير والغائط والكفار، ويمنع دخول النجاسات إلى «المساجد والأضرحة ونحوها».

### ما قبل الإسلاموية، الشيعية التقليدية
تقليديًا، يشير مصطلح شهيد في التشيع إلى «القديسين الشيعة المشهورين الذين في إطاعة مشيئة الله، لاقوا موتهم»، مثل «الشهداء الخمسة». قبل سبعينيات القرن العشرين، كانت هذه أيضًا هي الطريقة التي استخدم بها الخميني هذا المصطلح، وليس للمقاتلين العاديين الذين «ماتوا من أجل القضية».
كانت الطقوس مثل يوم عاشوراء، والرثاء على وفاة الحسين، وزيارة الأضرحة مثل العتبة الرضوية في مشهد، جزءًا مهمًا من التقوى الشعبية الشيعية. غالبًا ما ترأس الشاهات الإيرانيون ونواب عوض أي احتفالات بعاشوراء.
قبل انتشار كتاب الخميني الحكومة الإسلامية بعد عام 1970، اتفِق على أن حكم الإمام فقط، أي الإمام الثاني عشر للعالم المعاصر، هو المشروع أو «الشرعي بالكامل». أثناء انتظار عودته وحكمه، مال فقهاء الشيعة إلى التمسك بأحد النهوج الثلاثة للدولة، وفقًا لاثنين على الأقل من المؤرخين (موجان مؤمن، وأرفاند أبراهاميان)، محاولين التأثير على السياسات من خلال النشاط السياسي، أو البقاء بمعزل عنها، وهو الأمر الأكثر شيوعًا.
لقرون عديدة قبل نشر كتاب الخميني، «لم يجادل أي كاتب شيعي صراحة بأن الأنظمة الملكية في حد ذاتها غير شرعية أو أن كبار رجال الدين لديهم سلطة السيطرة على الدولة».